# Diwata-1
Diwata-1是菲律宾研制的首个国产微型卫星，于2016年年初发射。Diwata-1现已被菲律宾政府交付给宇宙航空研究开发机构（JAXA）。这颗重50千克的微卫星将被JAXA运至美国，而美国将会于2016年4月将它发射升空。

## 背景
北海道大学和东北大学 (日本)启动了一个项目——在2050年前将50颗微型卫星送入太空。该项目与孟加拉国、印度尼西亚、马来西亚、缅甸、蒙古、菲律宾、泰国和越南等国的组织、政府和大学合作，目的是拍摄自然灾害后的场景。其中的两颗卫星将由菲律宾政府制造。
2013年，超强台风海燕登陆菲律宾，其猛烈风力及引起的大规模风暴潮则在菲律宾中部造成毁灭性破坏，政府被迫支付₱56000000来获取卫星影像，政府因而产生了制造Diwata-1的想法。

## 作用
Diwata-1可用于灾害管理、农业、森林覆盖率的监测和国家安全。.

## 词源
Diwata一词源自菲律宾神话。